# 吉美文化
长春吉美文化传播有限公司（简称吉美文化、吉美）是一家中国大陆的图书发行公司，成立于1999年。由吉林美术出版社（吉林出版集团子公司）和香港碧日出版事业有限公司（日本小学馆集团品牌碧日在香港设立的子公司）合资成立。主要发行漫画、轻小说、杂志等书籍。

## 出版品

### 杂志
- 《龙漫》（日本小学馆漫画杂志《coro-coro》的简体中文授权引进修改版，每月1日发售）
- 《龙漫少年星期天》（每月10、20日发售）
- 《模工坊》（日本Hobby Japan（日语：ホビージャパン）株式会社模型杂志《月刊Hobby Japan（日语：月刊ホビージャパン）》的简体中文授权引进版，每月15日发售）

### 漫画

#### 日本
- 《哆啦A梦系列》（藤子·F·不二雄编绘）
- 《精灵宝可梦特别篇》（日下秀憲编剧，真斗（日语：真斗）→山本智（日语：山本サトシ）绘画）
- 《乱马½》（高桥留美子编绘）[1]
- 《可乐小子》（樫本学（日语：樫本学ヴ）编绘）
- 《聪明的一休》（日本东映动画公司编绘）
- 《天方魔谭MAGI》（大高忍编绘）[2]

※仅由杂志刊载作品
- 《RAIDEN-18》（荒川弘编绘）[3]
- 《犬夜叉》（高桥留美子编绘）[4]
- 《名侦探柯南》（青山刚昌编绘）[5]
- 《纸箱战机》（藤異秀明绘，原作·监督：LEVEL-5）[6]
- 《敢达AGE寻宝之星》（吉田正纪绘，原作：矢立肇‧富野由悠季）[7]
- 《闪电十一人》（薮野展也绘，原作·监督：LEVEL-5）[8]
- 《天神小子》（樫本学编绘）[9]

#### 韩国
- 《新暗行御史》（尹仁完原作，梁庆一编绘）

#### 中国大陆
- 《玄皓战记》（郑多强编绘）
- 《神契幻奇谭》（L.DART编绘）
- 《雏蜂》（白猫编绘）
- 《拜见女皇陛下》（ZCloud编绘）
- 《镇魂街》（许辰编绘）
- 《女儿国传奇》（王曼编绘）
- 《诛神之夏》（渡之鸟原作，小小刀编绘）
- 《麒麟儿》（L.DART编绘）

#### 台湾
- 《超激斗红芽》（许培育编绘）

### 轻小说

#### 日本
※「吉美文化文库」书系
- 《三坪房间的侵略者！》（健速著，Poco（日语：ポコ (イラストレーター)）绘）
- 《我与她的绝对领域》（鹰山诚一著，伍长绘）
- 《我的妹妹会认汉字》（Takashi Kajii（日语：かじいたかし）著，皆川春树绘）

#### 中国大陆
- 《诛神之夏》（渡之鸟著，小小刀绘）

## 相关项目
- 龙漫
- 龙漫少年星期天
- 吉林美术出版社
- 小学馆
- 碧日

## 参注
1. ↑  出版时对“裸露”镜头多有删减。
2. ↑  于2012年1月上号从第1话开始连载于《龙漫少年星期天》。
3. ↑  该短篇作品的第2回在《龙漫少年星期天》2006年7月创刊号一次性登载完。
4. ↑  于2006年7月创刊号从第426回开始连载于《龙漫少年星期天》，单行本以“增刊”名义出版42至47卷后和已经出版了前41卷的天津人民美术出版社产生版权纠纷，被迫暂停发行。
5. ↑  于2006年7月创刊号从第556话开始连载于《龙漫少年星期天》。单行本发行权先前已由长春出版社取得。
6. ↑  于2012年7月号至2013年6月号从第1话开始连载于《龙漫》。
7. ↑  于2012年10月号至2013年6月号从第1话开始连载于《龙漫》。
8. ↑  于2011年9月号开始连载于《龙漫》。
9. ↑  连载于《龙漫》。